# Atentado em Londres de 29 de junho de 2007
Atentado em Londres de 29 de junho de 2007 foi uma tentativa de ataque terrorista através do uso de dois carros-bombas. As bombas foram desarmadas antes que pudessem ter sido detonadas. Um dos carros foi encontrado próximo à boate Tiger Tiger, em Haymarket, mais ou menos às 1h30min; o outro carro foi encontrado na Rua Cockspur, na mesma área da cidade, em que se encontrava o primeiro.

## O ataque
O primeiro carro chegou ao conhecimento da polícia por meio de tripulantes de uma ambulância que estava no local por causa de um incidente secundário na boate Tiger Tiger.
O segundo carro foi descoberto por que ele estava estacionado em um lugar ilegal. Pessoas que estavam no local disseram que havia um cheiro forte de petróleo, e, por causa do primeiro carro, elas ligaram para a polícia e informaram sobre o carro.
Os veículos eram Mercedes, o primeiro era um verde-claro 300E, taverna metálica, número de inscrição G824 VFK, e o segundo um modelo semelhante, mas azul.
Foram recuperados os carros e os dispositivos foram desativados e levados para exame e em ambos foram encontrados petróleo em lata, latas de gás e telefones celulares. Se tivessem explodido, poderiam ter matado quase 40 pessoas.